# Inventaire 66
Albums de Michel Delpech
Il y a des jours où on ferait mieux de rester au lit
(1969)
Inventaire 66 est le premier album studio de Michel Delpech, sorti en 1965.

## Liste des titres
| No  | Titre                              | Durée |
| --- | ---------------------------------- | ----- |
| 1.  | Inventaire 66                      | 2:34  |
| 2.  | Paricolor                          | 2:34  |
| 3.  | Je me sens tout petit              | 2:36  |
| 4.  | Quand on aime comme on s'aime      | 3:15  |
| 5.  | Les Enfants du temps d'aujourd'hui | 2:27  |
| 6.  | Chez Laurette                      | 3:30  |
| 7.  | Le Restaurant chinois              | 2:22  |
| 8.  | Bonne chance mon garçon            | 3:14  |
| 9.  | Plus d'bac                         | 2:13  |
| 10. | L'Entrée des artistes              | 3:26  |